# Catch the Catch
A Catch the Catch című album C. C. Catch holland-német popénekesnő első albuma. Az album több slágerlistára is felkerült. A dalok szerzője és producerea Modern Talking oszlopos tagja, Dieter Bohlen volt, aki a dalok hangszerelésében is segített. Az albumról három dal jelent meg kislemezen.

## Számlista
LP album
Európai megjelenés (Hansa 207 707)
1. Cause You Are Young (Maxi-Version) – 4:43
2. I Can Lose My Heart Tonight (Maxi-Version) – 5:54
3. You Shot a Hole in My Soul (Maxi-Version) – 5:16
4. One Night’s Not Enough – 3:23
5. Strangers By Night (Maxi-Version) – 5:43
6. Stay (Maxi-Version) – 5:47
7. Jump in My Car (Maxi-Version) – 4:33
8. You Can Be My Lucky Star Tonight (Maxi-Version) – 5:17

## Slágerlista
| Slágerlista 1986 | Legmagasabb helyezés |
| ---------------- | -------------------- |
| Németország      | 6                    |
| Ausztria         | 24                   |
| Belgium          | 7                    |
| Norvégia         | 6                    |
| Svédország       | 25                   |
| Svájc            | 8                    |
| Jugoszlávia      | 2                    |

## Külső hivatkozások
- C. C. Catch hivatalos weboldala
- Megjelenések